# NGC 4267
NGC 4267是一个位于室女座的透鏡狀星系，距离地球5500万光年，1784年4月17日由威廉·赫歇爾首次发现，属于室女座星系團。